# Fórmula atômica
Em Lógica matemática, uma Fórmula Atômica (ou simplesmente átomo) é uma fórmula sem uma estrutura proposicional mais profunda, isto é, uma fórmula que não contém Conectivos lógicos, ou equivalentemente uma fórmula que não contém subfórmulas. Portanto, átomos são as mais simples fórmulas bem formadas da lógica. Fórmulas compostas são formadas combinando as fórmulas atômicas utilizando conectivos lógicos.
A forma precisa das fórmulas atômicas depende da lógica em consideração; para a Lógica proposicional, por exemplo, as fórmulas atômicas são variáveis proposicionais. Para a Lógica de predicados, os átomos são símbolos de predicados com seus argumentos, sendo cada argumento um termo.  Em Teoria dos modelos, termos são simplesmente strings de símbolos com uma dada assinatura, que podem ou não ser satisfatível a respeito do modelo em questão.

## Fórmula Atômica em lógica de primeira-ordem
Os termos bem-formados e proposições da Lógica de primeira ordem tem a seguinte sintaxe:
Termos:
- {\displaystyle t\equiv c\ |\ x\ |\ f(t_{1},...,t_{n})},

isto é, um termo é recursivamente definido como uma constante c (um objeto nomeado do domínio), ou uma variável x (variando ao longo dos objetos do domínio em questão), ou uma função n-ária f que tem como argumentos os termos tk. A função mapea tuplas de objetos para objetos.
Proposições:
- {\displaystyle A,B,...\equiv P(t_{1},...,t_{n})\ |\ A\wedge B\ |\top |\ A\vee B\ |\perp |\ A\supset B\ |\ \forall x.A\ |\ \exists x.\ A},

isto é, uma proposição é recursivamente definida como sendo um predicado n-ário P cujos argumentos são os termos tk, ou uma expressão composta por Conectivos lógicos (e, ou) e quantificadores (para-todo, existe) utilizados com outras proposições.
Uma Fórmula Atômica uÁtomo é simplesmente um predicado aplicado a uma tupla de termos; isto é, uma fórmula atômica é uma fórmula da forma P (t1, …, tn) para um predicado P, e termos tk.
Todas as outras fórmulas bem-formadas são obtidas pela composição de átomos com conectivos lógicos e quantificadores.
Por exemplo, a fórmula ∀x. P (x) ∧ ∃y. Q (y, f (x)) ∨ ∃z. R (z) contém os átomos
- {\displaystyle P(x)}
- {\displaystyle Q(y,f(x))}
- {\displaystyle R(z)}

Quando todos os termos num átomo são termos básicos, então o átomo é chamado Átomo básico ou predicado básico.